# Судебный процесс социалистов-революционеров

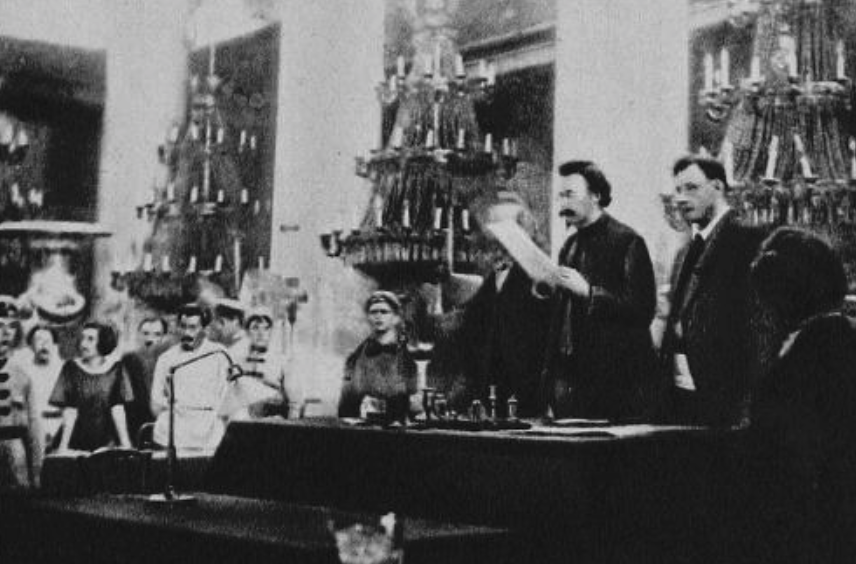
Процесс над эсерами 1922 года. Фото.

Суд над эсе́рами (Судебный процесс социалистов-революционеров; правоэсеровский политический процесс) — политический процесс в Советской России, получивший международную огласку, в ходе которого перед судом предстали 12 видных членов антибольшевистской Партии социалистов-революционеров (ПСР, эсеры). Суд, проходивший в Москве с 8 июня по 7 августа 1922 года, был организован по приказу Владимира Ленина и считается предшественником более поздних показательных процессов при сталинском режиме.
Во многом благодаря международному давлению, смертные приговоры, вынесенные в ходе судебного процесса, впоследствии были смягчены, хотя ни один из подсудимых в конечном итоге не пережил Большого террора конца 1930-х годов.

## История

### Предыстория: ПСР в Гражданской войне в России

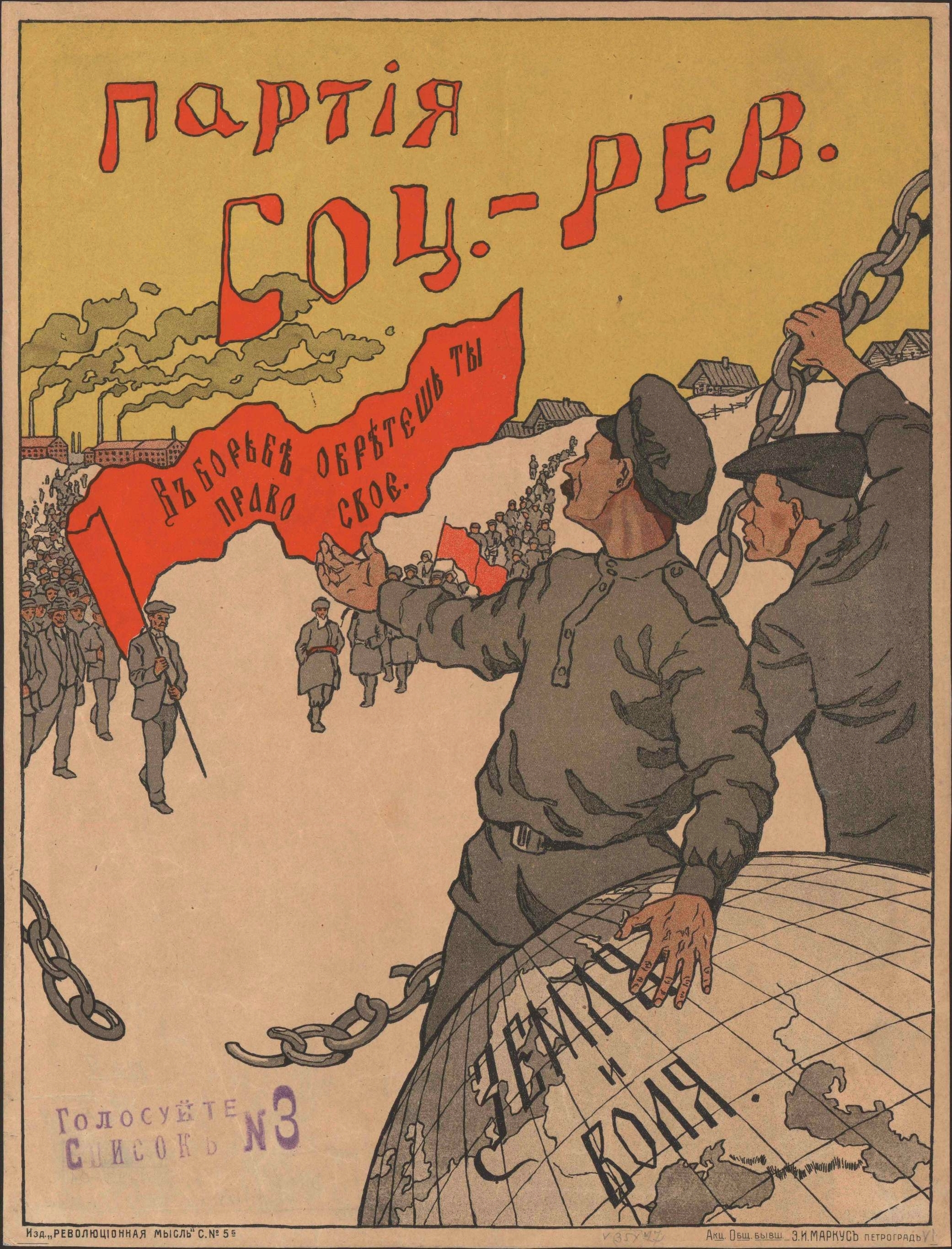
Предвыборный плакат ПСР о выборах в Учредительное собрание 1917 года.

После свержения царизма в ходе Февральской революции 1917 года продемократическая Партия социалистов-революционеров (ПСР) вошла, в качестве партнёров, во Временное правительство во главе с Александром Керенским. Это правительство по-прежнему поддерживало усилия союзников в Первой мировой войне — позиция, которую радикальные политические организации считали анафемой, стремившиеся к немедленному прекращению боевых действий и созданию нового перераспределительного правительства.
7 ноября 1917 года (25 октября по старому стилю) Российская социал-демократическая рабочая партия (большевиков), при поддержке боевой фракции ПСР — левых эсеров, совершила государственный переворот, захватив государственную власть. Это поставило большинство ПСР, ретроспективно известных как «правые эсеры», в прямой политический конфликт с Лениным в первые же дни после революции — без какого-либо успеха.
Большевистское правительство вместе со своими союзниками из левых эсеров и небольшим числом меньшевиков-интернационалистов быстро консолидировало власть. ПСР возлагала надежды на выборы в Учредительное собрание — национальный парламент, первоначально поддержанный всеми антицаристскими партиями. На этих выборах, состоявшихся в первые дни большевистской власти, ПСР набрала в общей сложности более 16 миллионов голосов, что в сумме с голосами, поданными за аналогичные проаграрные партии, составило более половины из 42 миллионов поданных голосов. Соперничающая Российская социал-демократическая рабочая партия (большевики), напротив, получила всего 10 миллионов голосов.
Однако Ленин и другие большевистские лидеры не собирались уступать власть этому новому органу, и Учредительное собрание было силой разогнано 5 января 1918 года, собравшись всего на один день. Немедленного вооружённого ответа со стороны ПСР не последовало, хотя ранее организация, как и её предки- народники, занималась террором против царского режима.
Весной 1918 г. в партийных рядах начала распространяться идея вооружённой борьбы против большевистского режима, и в мае 1918 г. на конференции в Москве была принята резолюция в поддержку этой стратегии. Восстание Чехословацкого легиона в том же месяце дало ПСР возможность приступить к осуществлению своего плана действий, и 8 июня в городе Самара было создано теневое правительство под названием Комитет членов Учредительного собрания (Комуч), с объявленной целью завоевания контроля над нацией во имя разогнанного Учредительного собрания. С помощью Чехословацкого легиона, Комуч объявил войну Советскому правительству, а также Германии, и Гражданская война в России началась всерьёз. Газеты ПСР были немедленно запрещены.

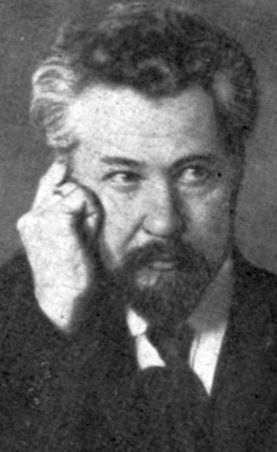
Виктор Чернов, верховный руководитель ПСР, сбежал от советской тайной полиции, эмигрировав в 1920 году.

Левые эсеры порвали с большевиками, в то время как другие региональные правительства возникли в оппозиции к советскому режиму, что способствовало ухудшению военного положения большевиков. Затем, 30 августа 1918 года, член ПСР Фанни Каплан произвела три выстрела в Ленина, тяжело ранив его, в то время как в Петрограде Леонид Каннегисер действовал с бо́льшим успехом, убив председателя Петроградской ЧК Моисея Урицкого. Большевики ответили «красным террором», взяв заложников и устроив массовые казни своих врагов. Кровавая гражданская война, отмеченная зверствами с обеих сторон, не утихала до 1920 года.
ЧК (советская политическая полиция) начала активную кампанию по преследованию членов ЦК ПСР в конце 1919 года. Верховный лидер Виктор Чернов скрылся, опередив власти, но в конце концов был вынужден эмигрировать в 1920 году, где он стал официальным иностранным представителем ПСР. Другим высокопоставленным партийным деятелям повезло меньше: в 1919 году были арестованы Дмитрий Донской, Сергей Морозов и Евгения Ратнер, а в начале 1920 года — Абрам Гоц, Евгений Тимофеев, Дмитрий Раков и другие. К середине 1921 года, все члены ЦК, которые не эмигрировали, находились под стражей в ЧК, а тайная полиция продолжала арестовывать всех известных членов партии, которых удалось найти. Новое Центральное бюро из пяти членов было назначено руководить раздробленной партией, но оно тоже было уничтожено арестами.
Столкнувшись с угрозой монархической военной диктатуры, с одной стороны, и большевиками, с другой, ПСР ослабила свою кампанию против большевиков во второй половине 1920 г., и 1 октября 1920 г. лидеры партии приняли резолюцию, исключающую дальнейшее вооружённое сопротивление большевикам в ближайшем будущем. Было сочтено, что разбитая партия не имеет достаточных сил, чтобы иметь реальный шанс свергнуть большевистский режим, и стремилась не играть на руку тем, кто добивался реставрации правого крыла, и поэтому прекратила борьбу, зайдя так далеко, что осудила тамбовское восстание 1921 года, как «полубандитское движение».
ПСР, разгромленная почти до полного развала, практически не сыграла роли в связанных с реквизицией крестьянских восстаниях 1920 и 1921 годов, несмотря на утверждения тайной полиции. Битва ПСР против большевиков фактически закончилась, но возмездие только началось.

### Подготовка к суду

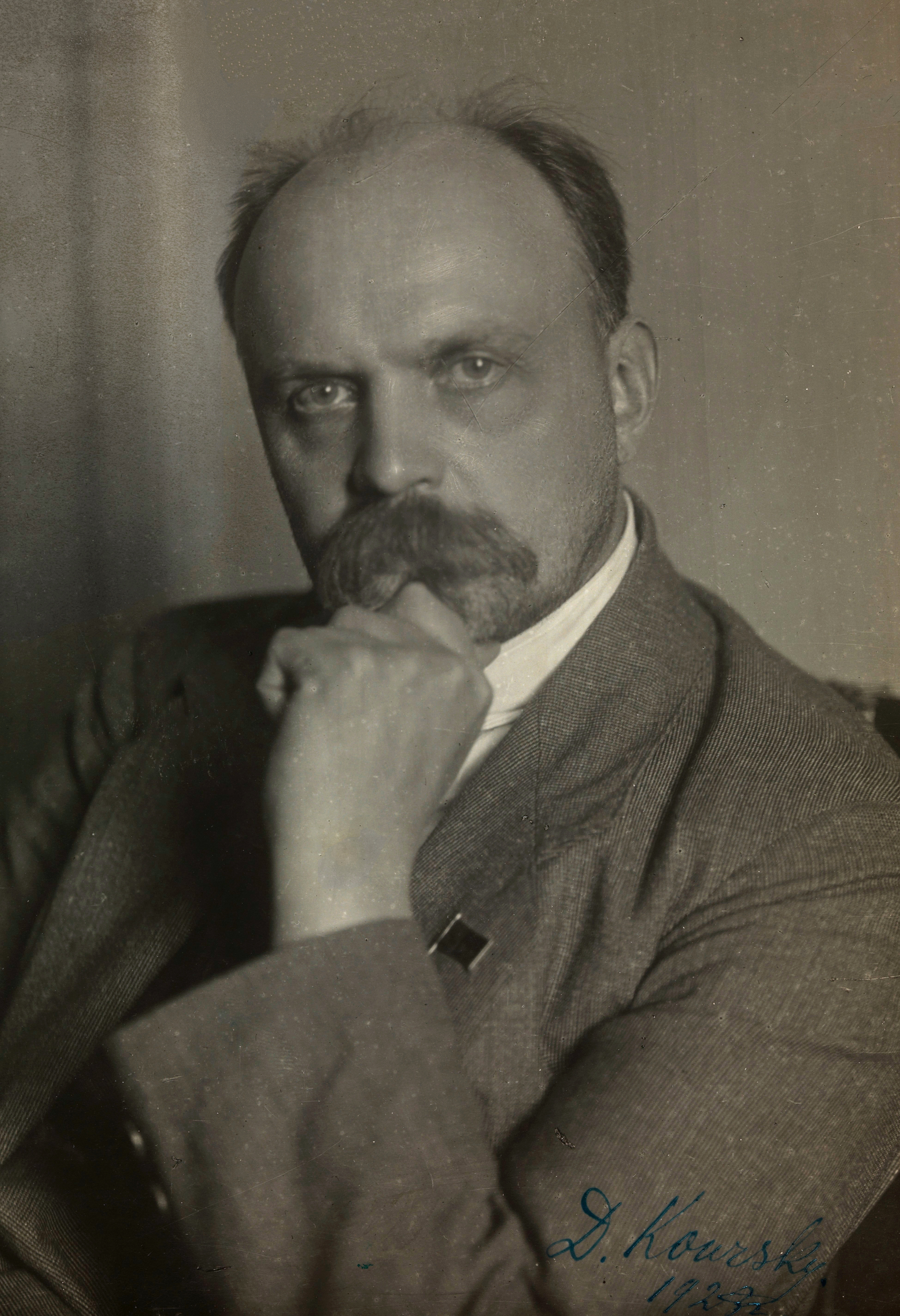
Нарком юстиции Дмитрий Курский, глава советского судебного управления во время процесса над лидерами ПСР в 1922 году.

В 1921 году, пытаясь восстановить разрушенную экономику, Ленин и Советское правительство приступили к реализации программы экономической либерализации, известной как Новая экономическая политика (НЭП). Это критическое изменение означало отказ от старой принудительной системы приобретения товаров и системы распределения продуктов, основанной на пайках, в пользу восстановления стабильной валюты и использования рынков — изменение, которое подразумевало делегирование большей власти правительству. В связи с соответствующим ослаблением политической позиции большевистского режима советское правительство активизировало свои усилия по подавлению и ликвидации всей политической оппозиции внутри страны.
28 декабря 1921 года Центральный Комитет Российской коммунистической партии (большевиков) тайно проголосовал за организацию публичного процесса над ЦК ПСР с комиссией из трёх человек, состоящей из руководителей партии Льва Каменева и Иосифа Сталина и главы ЧК Феликса Дзержинского, которой поручили определить сроки публичного оглашения этого спорного решения. До того, как это официальное объявление будет сделано, пройдёт два месяца.

Сам Ленин определил цель Коммунистической партии в процессе над своими противниками в письме от 20 февраля 1922 г. наркому юстиции Дмитрию Курскому, направленном за неделю до публичного объявления суда. Ленин призывал:
Усиление репрессии против политических врагов Соввласти и агентов буржуазии (в особенности меньшевиков и эсеров); проведение этой репрессии ревтрибуналами и нарсудами в наиболее быстром и революционно-целесообразном порядке; обязательная поставка ряда образцовых (по быстроте и силе репрессии; по разъяснению народным массам, через суд и через печать, значения их) процессов в Москве, Питере, Харькове и нескольких других важнейших центрах; воздействие на нарсудей и членов ревтрибуналов через партию в смысле улучшения деятельности судов и усиления репрессии; — все это должно вестись систематично, упорно, настойчиво, с обязательной отчетностью (самой краткой, в телеграфном стиле, но деловой и аккуратной, с обязательной статистикой того, как карает и как учится карать НКЮст ту, преобладающую у нас «коммунистическую» сволочь, которая умеет калякать и важничать, а работать не умеет).
Этот внутренний документ был переписан адвокатом Яковом Бранденбургским для всеобщего обозрения и опубликован в «Правде» 23 марта, подчёркивая, что судебные процессы должны быть построены и оглашены таким образом, чтобы рабочие и крестьяне страны не только слышали о них, но и понимали их подоплёку. политическое сообщение. Короче говоря, историк Марк Янсен заметил, что «суд над эсерами был направлен не на то, чтобы пролить свет на правду, а на то, чтобы возбудить общественное мнение против эсеров».
В ночь с 24 на 25 февраля 1922 г. члены ЦК ПСР были переведены из камер Бутырской тюрьмы в так называемую «Внутреннюю тюрьму», расположенную в НКВД на Лубянской площади в Москве, где они содержались в строгой изоляции.
Уверенные, что не за горами репрессивный процесс с предопределёнными мрачными последствиями, официальные представители ПСР за границей, организованные в виде органа под названием Заграничная делегация ПСР, начали международную рекламную кампанию в поддержку своих заключённых товарищей. 7 марта члены ПСР собрались в Берлине, чтобы сформировать международный комитет против судебного процесса, что привело к официальному обращению Заграничной делегации ПСР ко всем социалистическим партиям мира через два дня. Это произошло в то время, когда Коммунистический интернационал (Коминтерн) тесно вёл переговоры о едином фронте с двумя международными федерациями некоммунистических социалистических партий — Вторым Интернационалом и более радикальным Двухсполовинным интернационалом. Таким образом, советский режим оказался в положении, в котором он был особенно чувствителен к радикальной критике.

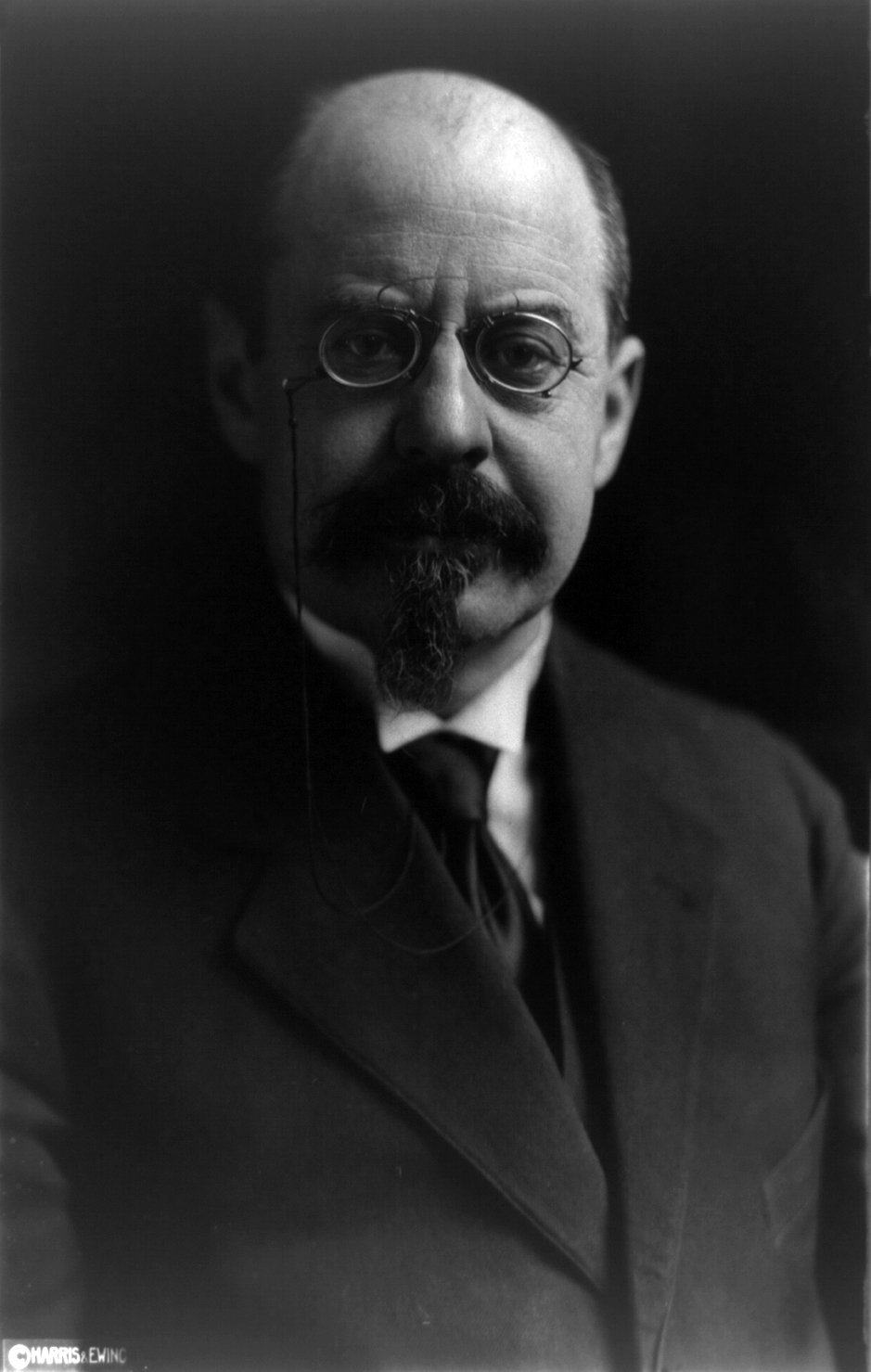
Лидер бельгийской социал-демократии Эмиль Вандервельде был допущен к суду в качестве защитника подсудимых социалистов-революционеров.

Обращение Заграничной делегации ПСР от 9 марта было встречено волной поддержки со стороны различных политических организаций левых некоммунистов. Второй Интернационал был практически повсеместным в своём осуждении показательного процесса как непрозрачной попытки задушить социалистическое инакомыслие в России, которое партии и лидеры «Двухсполовинного» интернационала стремились дистанцировать от вооружённой борьбы ПСР против Советского правительства, добиваясь при этом справедливого суда и возможности беспрепятственного международного расследования вопроса об участии ПСР в контрреволюционных преступлениях.
Стремясь изучить возможность единства действий, три Интернационала встретились на официальной конференции в Берлине 2-5 апреля 1922 года. Предстоящий суд над руководством ПСР был включён в качестве существенного вопроса в эти переговоры с представителями Второго Интернационала, делегацией во главе с Эмилем Вандервельде и Рамсеем Макдональдом, требующими гарантии подсудимым компетентной независимой защиты и права Интернационалы для непосредственного наблюдения за процессом. От имени большевиков главный переговорщик Карл Радек отказался от требования внешнего надзорного органа, но в принципе согласился с предложением, чтобы Вандервельде выступал в качестве защитника, и далее гарантировал, что представители Второго и Венского Интернационалов должны иметь право присутствовать на судебном заседании, знакомиться с материалами дела и вести стенографический протокол судебного заседания.
Стремясь успокоить отношения с западными социалистами, делегаты Коминтерна дали дополнительные широкие гарантии, в том числе: право допуска всех адвокатов, выбранных подсудимыми; обещание, что суд будет проводиться публично; и гарантия того, что смерть для обвиняемых будет исключена из списка возможных наказаний. Николай Бухарин и В. И. Ленин подвергли резкой критике эти снисхождения, сделанные социалистической критике за границей, а Ленин высказал свои возражения в статье «Мы заплатили слишком высокую цену», опубликованной в «Правде» и «Известиях» 11 апреля. Тем не менее, заключил Ленин, соглашение, будучи заключённым, теперь не должно нарушаться.
Эти уступки западным социалистическим партиям были ратифицированы 19 апреля резолюцией Исполнительного Комитета Коммунистического Интернационала (ИККИ) — актом, имевшим обязательную силу для Российской Коммунистической партии. Список из десяти советников был подготовлен западными социалистами, включая Вандервельде, Джузеппе Модильяни из Итальянской социалистической партии, Теодора Либкнехта (старшего брата немецкого мученика-коммуниста Карла Либкнехта) и трёх членов Партии социалистов-революционеров в изгнании. Этот список из десяти человек был принят Коминтерном в начале мая, но потерпел поражение, когда три эсера и несколько других выбыли из него по разным причинам. В конце концов, только четверо из них доберутся до Москвы в мае — Вандервельде и бельгийский социалист Артур Ваутерс из Второго Интернационала, а также Либкнехт и немецкий радикал Курт Розенфельд из «Двухсполовинного» интернационала.

### Обвинения
До 1 апреля 1922 года расследование в отношении руководства ПСР проводилось ВЧК и её институциональным преемником, Государственным политическим управлением (ГПУ). Это расследование возглавил Яков Агранов, один из руководителей органов тайной полиции, который вручную отбирал потенциальных свидетелей из множества членов ПСР, арестованных и задержанных в течение 1921 г. и первых месяцев 1922 г.
После 1 апреля расследование взял на себя Николай Крыленко, председатель Ревтрибунала ВЦИК, член Коллегии прокуроров. Агранов и Крыленко работали над созданием круга бывших и нынешних членов партии, которые могли бы делать дискредитирующие заявления, чтобы обвинить высшее руководство ПСР в преступной деятельности; сами высшие руководители не помогали предварительному следствию. Лишь 23 мая, в день окончания предварительного следствия, отдельные подследственные были уведомлены о выдвинутом против них обвинении. Судебный процесс должен был начаться чуть более чем через неделю, 1 июня, оставляя очень мало времени для подготовки защиты.

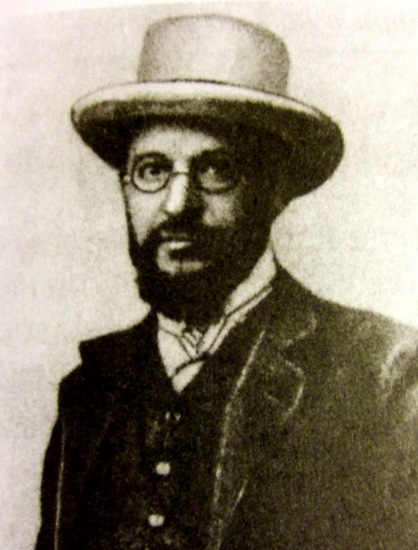
Абрам Гоц был самым известным из 12 подсудимых на процессе 1922 года.

Обвинительный акт по так называемому «Делу ЦК и некоторых членов других организаций ПСР» был увесистым документом на 117 страницах. Обвинения включали ведение вооружённой борьбы против Советского государства, организацию кровавых террористических акций и рейдов, а также совершение государственной измены по контракту с враждебными иностранными державами. Считалось, что ПСР несёт большую ответственность за несколько крестьянских восстаний, вспыхнувших в 1920 году, в том числе восстания в Тамбовской губернии, Сибири и Причерноморье, а также за связь с мятежными моряками, участвовавшими в Кронштадтском восстании.
Помимо 12 членов ЦК и 10 активных членов ПСР, содержащихся под стражей, в обвинительном заключении также официально названы другие лица, считающиеся виновными, которые не будут выступать в качестве подсудимых в суде; в их число входили не только эсеры в эмиграции, такие как Виктор Чернов, но и ведущие меньшевики, такие как Юлий Мартов, Фёдор Дан и Рафаил Абрамович, а также ведущие члены других политических организаций. Обвинительный акт был как политическим памфлетом, так и юридическим документом, тиражом около 4000 экземпляров для внутреннего и международного распространения.
Подсудимых обвиняли в нарушении нового Уголовного кодекса, вступившего в силу только 1 июня 1922 года, то есть после совершения предполагаемых контрреволюционных преступлений. Исследователь, специализирующийся на советских показательных процессах, утверждает, что вместо коварного использования закона ex post facto следование процессу ПСР 1922 года новому кодексу законов было направлено на то, чтобы продемонстрировать миру отказ от специальной революционной законности в пользу норм традиционной кодифицированной законности.
После прибытия в Москву 25 мая — встреченные на вокзале враждебно настроенной многотысячной демонстрацией — четырём иностранным адвокатам было разрешено почти ежедневно встречаться с 22 потенциальными обвиняемыми в тюрьме для подготовки защиты. Абрам Гоц был главным представителем заключённых эсеров, которые бросили вызов авторитету большевиков, чтобы судить их, и которые стремились выдвинуть агрессивное политическое обвинение против советского режима на публичном суде. Это ознаменовало собой возврат к обычной тактике революционных подсудимых в судах царя, которые стремились подорвать господствующий порядок в суде на глазах у всего мира.
Помимо высокопоставленных западных защитников, подсудимым был предоставлен набор российских защитников. Это были как политические лидеры, такие как Николай Бухарин и Михаил Томский, так и юристы-большевики. Всего было предоставлено десять государственных защитников.
Верховный суд также утвердил набор из трёх прокуроров. Среди них были Николай Крыленко, эрудированный Анатолий Луначарский и историк Михаил Покровский. В этой команде Крыленко выполнял роль настоящего прокурора. Коминтерн также назначил нескольких международных коммунистических лидеров членами обвинения. Среди них были Клара Цеткин из Германии, Алоис Муна из Чехословакии и Дежё Бокани из Венгрии. Луи-Оскар Фроссар из Франции и Богумир Шмераль были дополнительно названы ИККИ «политическими экспертами» обвинения и потенциальными свидетелями в суде.
Таким образом, силы были выстроены для великого политического испытания.

### Первый этап судебного разбирательства
Нашумевший процесс над эсерами начался 8 июня 1922 года в Колонном зале Дома Союзов в Москве, бывшем бальном зале, созданном для нужд дореволюционной знати. Трое судей, во главе с будущим жертвой Великой чистки Юрием Пятаковым, сидели на слегка приподнятом помосте в конце большого зала под большим красным знаменем рабочего с наковальней перед красным восходящим солнцем со словами «Пролетарии всего мира, соединяйтесь!» Зал, вмещавший около 1500 зрителей, усиленно охраняли вооружённые солдаты.
Суд собирался шесть раз в неделю, причём первое заседание проходило с полудня до 17:00, а вечернее заседание начиналось в 19:00 и продолжалось примерно до полуночи. Суду предстали две группы подсудимых, группа из 22 рядовых членов ПСР, выступавших фактическими свидетелями обвинения, в дополнение к 12 членам ЦК организации. 22 рядовых были удалены из зала суда под стражу, когда они не давали активных показаний.
Несколько дней было потрачено на споры о процедуре, при этом лидеры ПСР и их западные защитники указывали, что суд не соответствует критериям беспристрастности, согласованным Коминтерном и двумя социалистическими интернационалами. В дополнение к членству в коммунистической партии всех трёх судей, защита возражала против заполнения аудитории большевистскими партизанами — очень мало входных билетов было предоставлено для распространения среди друзей подсудимых.
Защита также возражала против ранее принятого решения о том, что четыре видных меньшевика не должны быть допущены в качестве защитников. Все требования защиты, в итоге, были отклонены. Кроме того, защите часто запрещали говорить при желании, и она подвергалась непрерывной лавине насмешек и попыток запугивания со стороны зрителей.
На процессе два бывших члена партии эсеров, Г. И. Семёнов и Л. В. Коноплёва, показали, что ЦК ПСР координировал вооружённую борьбу против Советского государства и руководил убийством Ленина и В. Володарского, последний фактически был убит 20 июня 1918 г. Семёнов присоединился к большевикам в 1919 году, после чего стал провокатором.
Подсудимые заявляли о своей невиновности на основании всеобщей амнистии, объявленной Советским правительством ПСР в феврале 1919 г., и утверждения о том, что обвинения по новому кодексу 1922 г. были явным и очевидным случаем применения закона ex post facto, тем самым представляя собой нарушение базового принципа законности. Оба этих принципиальных довода защиты были быстро отвергнуты судом.
14 июня подсудимые встретились со своими западными защитниками и решили, что они больше не должны подтверждать советскую «пародию на правосудие» своим присутствием на заседаниях. Соответственно, западные защитники бойкотировали дневное заседание, встретившись ночью с ответчиками-эсерами, чтобы составить публичное заявление, в котором утверждалось, что Берлинское соглашение между тремя Интернационалами было демонстративно нарушено вплоть до признания его недействительным.
Западные защитники попытались немедленно покинуть Россию, чтобы продолжить свои усилия от имени подсудимых эсеров в суде общественного мнения. Однако советские власти попытались заблокировать эту попытку, отказав социалистам в выездных визах. Только 19 июня, после 24-часовой голодовки, западным социалистам были выданы выездные документы и разрешено покинуть Советскую Россию.

### Массовая демонстрация 20 июня.
20 июня 1922 года, в ознаменование четвёртой годовщины убийства Володарского эсеровским убийцей, в Москве была организована массовая демонстрация. Огромная толпа, по разным оценкам, от 150 000 до 300 000 человек, прошла по Красной площади во главе с членами советского суда. Перед Домом профсоюзов собралась толпа, к которой обратился ряд государственных чиновников и представителей рабочих комитетов.
Дневное заседание 20 июня было досрочно закрыто из-за демонстрации и членов суда и обвинения, в том числе председателя трибунала Пятакова, прокурора Крыленко и Цеткина, якобы защитников рядовых эсеров Николая Бухарина и Жак Садуль, а также ряд видных международных коммунистов участвовали в марше и выступлениях. Демонстранты несли транспаранты с требованием «Смерть предателям революции!», «Смерть социал-демократам!» и другие подстрекательские лозунги.
Выступая с трибуны перед собравшейся толпой, Пятаков пообещал демонстрантам, что суд защитит «интересы и покой рабочего класса» и вынесет наказание контрреволюционерам, которое будет «справедливым и суровым». Крыленко призвал собравшихся поддержать приговор о смертной казни для подсудимых. Собравшиеся в разных точках Красной площади ораторы обращались с аналогичными обращениями к собравшимся демонстрантам.
Несмотря на мрачность общих лозунгов, в марше участвовало большое количество женщин и детей, и настроение толпы не было буйным; скорее, праздничное настроение, кажется, преобладало. Одним из популярных плакатов был большой вырез Эмиля Вандервельде с руками и ногами, управляемыми струнами, который дико жестикулировал в такт боевой музыке, которую играл марширующий оркестр. На плакате был лозунг: «Вандервельде, танцовщица короля».
После демонстрации суд провёл вечернее заседание. Председательствующий Пятаков допустил к суду две делегации, представляющие «пролетариат Москвы и Петрограда», где в течение двух с половиной часов они произносили ряд доносов на подсудимых, называя их убийцами и врагами рабочего класса и призывая применить смертную казнь «как справедливое возмездие».

### Второй этап судебного разбирательства
Главный защитник Н. К. Муравьёв резко критиковал гиперполитизацию процесса, представленную организованной 20 июня демонстрацией и разрешением суда допустить лавину доносов. 22 июня он заявил, что такие действия «полностью нарушили существующую правовую базу, от которой мы зависим». Муравьёв призвал к роспуску трибунала, заявив: «Горе стране, горе людям, которые пренебрегают законом и насмехаются над теми, кто защищает закон». Это требование было решительно отвергнуто Пятаковым и трибуналом, подчеркнувшим свою «революционную концепцию пролетарского права».
Это спровоцировало очередной драматический отказ защиты от дела 23 июня, сопровождавшийся заявлением о невозможности проведения надлежащей правовой защиты с учётом построенной судом структуры разбирательства. Прокурор Крыленко решительно возражал против массовой отставки защитников, утверждая, что оставление дела этих защитников является «государственно-правовым обязательством». Крыленко потребовал подать жалобу в Моссовет, руководящую инстанцию Коллегии адвокатов, с целью отстранения этих бастующих адвокатов от дальнейшей адвокатской деятельности.
Под угрозой жалобы в Наркомат юстиции в течение двух дней пытались добиться от адвокатов пересмотра решения об отказе. Было выдвинуто требование, чтобы каждый защитник и каждый подсудимый сложил с себя свои обязанности или отказался от представления услуг своего адвоката. Это было достигнуто, и на вечернем заседании 26 июня процесс был остановлен в связи с отъездом защиты. Пятаков объявил, что защита фактически освобождена от своих обязанностей, и в Комиссариат юстиции было направлено уведомление о том, что впредь потребуется новое юридическое представительство. Сообщалось, что впоследствии, в результате этих действий, Муравьёв и два других ведущих адвоката были арестованы.
Показания перед судом были сложены, для обвинения было вызвано около 58 свидетелей. Защита пыталась вызвать 40 свидетелей от своего имени, многие из которых были членами ПСР, сидевшими в тюрьме. Из них 20 потенциальных свидетелей были немедленно отклонены судом, и только девяти в конечном итоге было разрешено представить потенциально оправдательные доказательства. В число свидетелей обвинения входили не только те члены ПСР, которые находились под судом с 12 подсудимыми ЦК, но и группа из ещё 19 бывших членов партии, которые были арестованы до большого процесса и которым угрожали собственным судом и приговором, если доказательства не будут полезны для обвинения. был представлен.

### Вердикт
Суд завершился смертными приговорами для 12 обвиняемых и оправданием тех, кто давал показания. После дальнейшего рассмотрения трибуналом, смертные приговоры были смягчены.

### Международная реакция
Суд над эсерами быстро стал знаменитым делом среди небольшевистских радикалов на Западе. Теоретик—марксист Карл Каутский — яростный противник большевиков с первых дней Октябрьской революции — не стеснялся в своём заявлении:
«Большевики первыми применили насилие против других социалистов. Они распустили Учредительное собрание не в порядке сопротивления всякому насилию со стороны эсеров и меньшевиков, а в силу осознания ими своей неспособности заручиться поддержкой большинства крестьян и рабочих путем свободной пропаганды. Это было основной причиной большевистского государственного переворота против представителей революционных рабочих и крестьян. Отсюда отмена всех прав всех остальных социалистов, не поддавшихся удару большевистского кнута. Отсюда установление политического режима, который оставляет оппозиции только одну форму открытого политического действия — гражданскую войну… Настоящее преступление, в котором социалисты-революционеры виновны перед большевиками в данный момент, состоит не в подготовке террористических актов и вооруженных восстаний, а в том, что… [они] приобретают во все большей мере доверие трудящихся. массы России. Это справедливо для того, чтобы в короткий срок добиться полной изоляции большевиков…»

### Результаты и наследие
Все подсудимые и участники процесса со временем стали жертвами сталинских чисток. Из 12 подсудимых четверо впоследствии были расстреляны, двое умерли в тюрьме, один умер в лагере, двое покончили с собой (один в тюрьме, другой в ссылке), один умер в ссылке, судьба ещё одного точно неизвестна (по всей вероятности, расстрелян или погиб в лагере) и только одному удалось, пройдя тюрьму и репрессии, прожить долгую жизнь и умереть своей смертью на свободе. Судьба адвокатов: Николай Муравьёв умер в 1936 году своей смертью; Александр Тагер был расстрелян в 1939 году; Владимир Жданов подвергся ссылке, но умер своей смертью в 1932 году в Москве. 
Николай Крыленко, Николай Бухарин и Яков Агранов были расстреляны в 1938 году. Михаил Томский покончил с собой в 1936 году на волне репрессий. Дежё Боканьи умер в 1943 году в заключении в Москве. Антонио Грамши умер в 1937 году в римской тюрьме.

## Осуждённые
- Владимир Владимирович Агапов
- Аркадий Иванович Альтовский
- Дмитрий Дмитриевич Донской
- Михаил Яковлевич Гендельман
- Абрам Рафаилович Гоц
- Лев Яковлевич Герштейн
- Николай Николаевич Иванов
- Елена Александровна Иванова-Иранова
- Михаил Александрович Лихач
- Сергей Владимирович Морозов
- Евгения Моисеевна Ратнер-Элькинд
- Евгений Михайлович Тимофеев